# Tsuchiura Ryotaro
Tsuchiura Ryotaro est un personnage de fiction qui apparaît dans le manga/anime intitulé La Corde d'or (Kiniro no Corda).

## Fiche de personnage
- Seiyuu : Kentarou Itou et Ayumi Tsunematsu (Tsuchiura enfant)
- Pianiste : Masaru Okada
- Classe : 2-5 (2nde année en section générale)
- Âge : 16
- Instrument : Piano
- Anniversaire : 25 juillet
- Signe astrologique : Lion
- Groupe sanguin : O
- Couleur de cheveux : Verte
- Couleur des yeux : Or

## Histoire
Tsuchiura est un ami proche de l'héroïne de l'histoire, Hino Kahoko. Il fait partie de la section générale de l'école Seisou, tout comme elle.
Ils se sont rencontrés par hasard dans les couloirs. Alors que Kahoko se rendait à la section musicale, elle heurta Tsuchiura et faillit tomber dans les escaliers, si le jeune homme ne l'avait pas rattrapée à temps.
Bien qu'elle fût candidate au concours intrascolaire de musique, Hino Kahoko ne savait absolument pas jouer du violon au début du tournoi. Et pourtant, elle avoua à Tsuchiura son inexpérience, preuve de la confiance dont est teintée leur amitié. C'est ainsi que Tsuchiura devint peu à peu son ange gardien, toujours prêt à l'aider et à lui redonner le sourire.
Hino et Tsuchiura forment un couple pour nombre d'élèves au lycée Seisou, rumeur que tous deux démentent formellement. En parlant d'amour, personne n'appelle Tsuchiura par son prénom, Ryotaro, sauf son ex-petite amie, qui apparaît dans deux épisodes de la série (appeler une personne par son prénom est une marque de grande intimité au Japon).
Tsuchiura est généralement apprécié et respecté par ses camarades de lycée, et suscite également l'admiration de nombreuses jeunes filles, et cela, même s'il peut paraître parfois un peu froid, sans être inaccessible pour autant.
Ryotaro est extrêmement doué en sport, et plus particulièrement au football. Il fait partie de l'équipe de foot du lycée, et bat même certains de ses senpais (un senpai est un élève qui est dans une classe supérieure à la vôtre au Japon).
Cependant, ce que va apprendre Kahoko au fil de la série, c'est que Tsuchiura a un talent caché : il est un excellent pianiste. Et pourtant, il a décidé de ne plus en jouer en public. Cette attitude trouve son explication dans l'enfance de Tsuchiura. En effet, après avoir participé à un tournoi musical, Ryotaro n'a pas supporté de ne pas être reconnu à la hauteur de son talent, et depuis, même s'il n'a pas cessé d'aimer le piano, il évite d'en jouer. Lorsque Kaho apprend son secret, il la supplie de ne pas le révéler. Et pourtant... Quelques jours après cette découverte, Kaho, qui devait jouer pour le tournoi, se retrouva sans pianiste, et Tsuchiura se proposa de l'accompagner, révélant ainsi à tous les élèves de l'académie son talent remarquable.
La musique est extrêmement importante pour Ryotaro, tout comme pour son adversaire Tsukimori Len. Leur vie tourne autour de la musique, mais ils ne peuvent s'entendre sur aucun sujet. Un vrai dialogue de sourds s'est installé entre les deux personnages, si bien qu'à chaque fois qu'ils se rencontrent, ils ne peuvent s'empêcher de s'échanger quelques insultes, même à propos de sujets tout à fait insignifiants.
En tout cas, depuis qu'il a révélé son secret, Tsuchiura participe au tournoi de musique, et compte bien le remporter.